# Frederick Law Olmsted

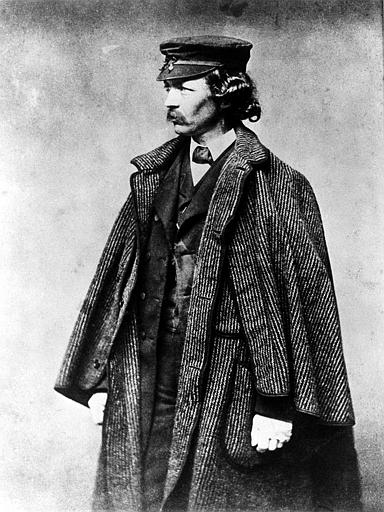
Frederick Law Olmsted el 1857

Frederick Law Olmsted (26 d'abril de 1822, Hartford, Connecticut - 28 d'agost de 1903, Belmont, Massachusetts) fou un arquitecte paisatgista estatunidenc, cèlebre entre altres per la concepció de nombrosos parcs urbans, dels que destaquen el Central Park de Nova York, el "Collar de Maragdes" (Emerald Necklace) de Boston i el parc du Mont-Royal a Montreal.

## Vida i carrera

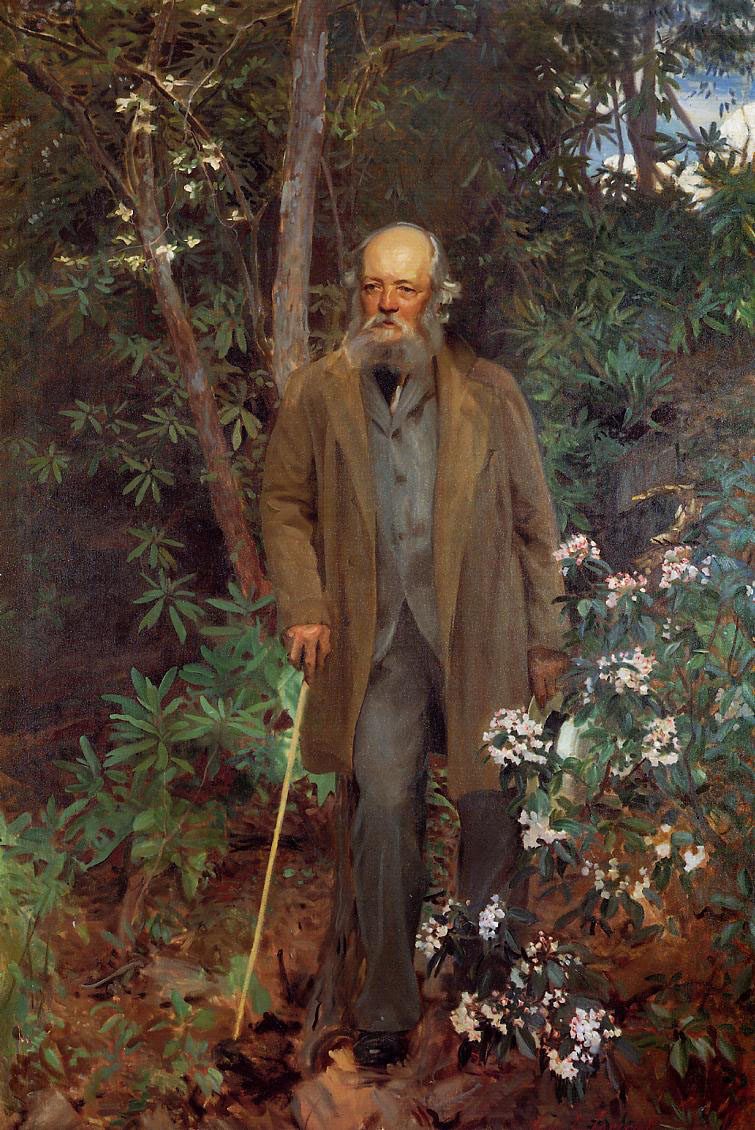
Pintura a l'oli de Frederick Law Olmsted per John Singer Sargent (1895).

Fill d'un comercial i d'una filla de granger, Olmsted estava fascinat per la natura d'ençà la seva infantesa. Després d'haver sovintejat l'Acadèmia Phillips, va estudiar agronomia i enginyeria a la Universitat Yale. El 1843, va anar a la Xina per a un any, va tornar a treballar a la seva granja de Connecticut, després se'n va anar a la ciutat de New York on hi va comprar una petita granja experimental de 0,5 km² a Staten Island. Aquesta granja, anomenada Els Boscos d'Arden (The Woods of Arden) pel seu ancià propietari, va ser rebatejada com Granja Tomosock (Tomosock Farm) per Olmsted.
Olmsted va fer també una important carrera en periodisme. El 1850, va anar a Europa per tal de visitar certs jardins públics de París, Londres i Viena. Va publicar, el 1852 Walks and Talks of any American Farmer in England (Passeigs i comentaris d'un granger americà a Anglaterra).
Interessat per l'economia esclavista, va ser encarregat pel New York Daily Times (ara el New York Times) d'anar-se'n a Texas i al sud dels Estats Units de 1852 a 1857 per tal d'estudiar la qüestió. Conclou no només que la pràctica de l'esclavatge era moralment odiosa, sinó que era igualment costosa i econòmicament ineficaç. Els seus despatxos van ser conservats i constitueixen avui preciosos documents en relació amb el període d'abans de la guerra civil. Olmsted fou també cofundador de la revista The Nation, el 1865.